# Гранітоґнейс
Гранітогнейс, або ґранітоґнейс (рос. гранитогнейс, англ. gneissoid granite, нім. Granitgneis m, Gneisgranit m) — сланцювата метаморфічна гірська порода, за мінералогічним складом тотожна з гранітом. Текстура гнейсоподібна. Структура — проміжна між гранітом і гнейсом.
Ряд дослідників вважають, що гранітогнейси — це граніти, що кристалізувалися в глибинних зонах земної кори при охолодженні магматичного розплаву в умовах направленого тиску або в процесі руху магми. Цим пояснюється паралельне орієнтування мінералів. Якщо граніт, зазнавши метаморфізму, не втратив гранітної структури, його називають огнейсованим гранітом. За мінеральним складом виділяють плагіоклазові, лужно-полевошпатові і двополевошпатові відміни гранітогнейсів.
Крім того, розрізняють нормальні і лужні гранітогнейси. Поширені в Українському кристалічному щиті, а також в інших докембрійських щитах (Балтійському, Алданському тощо).
Використовуються як облицювальний матеріал.